# 维莱莱鲁瓦
维莱莱鲁瓦（法語：Villers-lès-Roye，法語發音：[vilɛʁ lɛ ʁwa]，意为“鲁瓦附近的维莱”）是法国上法蘭西大區索姆省的一个市镇，属于蒙迪迪耶区。

## 地理
维莱莱鲁瓦（49°42'22"N, 2°43'56"E）面积6.31 平方千米，位于法国上法蘭西大區索姆省，该省份为法国北部沿海省份，北起加来海峡省和北部省，西接滨海塞纳省和大西洋英吉利海峡，南至瓦兹省，东临埃纳省。
与维莱莱鲁瓦接壤的市镇（或旧市镇、城区）包括：昂德希、达姆里、莱谢勒圣欧兰、瓜扬库尔、鲁瓦、圣马尔。
维莱莱鲁瓦的时区为UTC+01:00、UTC+02:00（夏令时）。

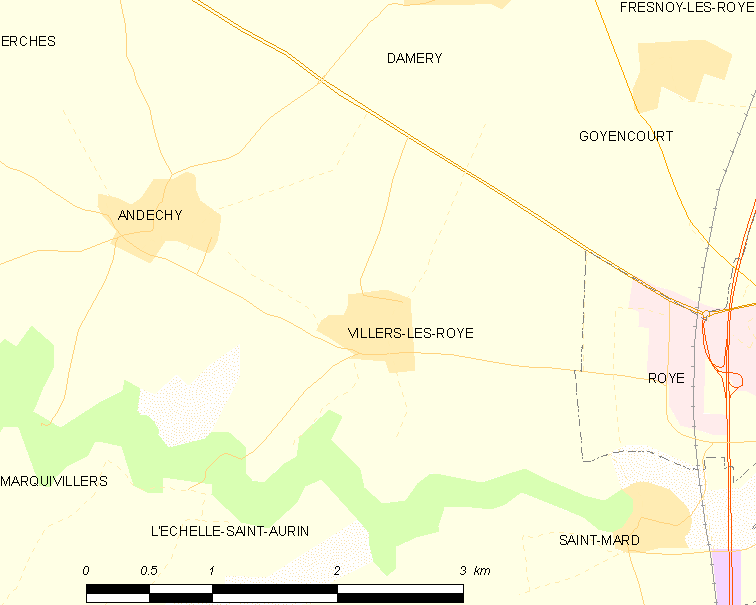
维莱莱鲁瓦的OSM定位图

## 行政
维莱莱鲁瓦的邮政编码为80700，INSEE市镇编码为80803。

## 政治
维莱莱鲁瓦所属的省级选区为鲁瓦县。

## 人口

1962-2008年间维莱莱鲁瓦人口变化图示

维莱莱鲁瓦于2022年1月1日时的人口数量为281人。